# 波兰共和国临时政府
波兰共和国临时政府（波蘭語：Rząd Tymczasowy Rzeczypospolitej Polskiej，缩写为RTRP）是由国家全国委员会于1944年12月31日夜间创建的波兰临时政府。1945年6月28日，波兰共和国临时政府改组为民族团结临时政府。